# 国民革命军第十五军
国民革命军第十五军是國民革命軍採用的部隊番號，曾經有兩個軍閥投效國民政府後使用，分別為湖北吳佩孚的直系軍閥，以及河南地方部隊整併後使用，但由於河南軍閥長期使用該部隊番號，後世多以镇嵩军稱呼。

## 沿革
直系軍閥系統（1926年9月-1927年8月）
在直系吳佩孚所指揮的十四省討賊聯軍對抗國民革命軍北伐兵敗，國民革命軍攻入湖北省後，湖北陸軍暫編第二師師長，兼湖北省省長與漢陽防守司令的劉佐龍評估情勢不利於己，在與國民革命軍政治工作部主任鄧演達交涉後決定投降改編，鄧演達允諾給其一軍三師的額度。獲得廣東方面的正面回應後，在民國十五年（1926）9月3日劉佐龍召集營級以上幹部，宣布易幟。
鄂南會戰期間，9月5日由何鍵指揮的國民革命軍第八軍第2師向漢口進軍，當日劉佐龍部隊掩護何鍵部隊攻擊原先友軍高汝桐在龜山禹王宮的指揮所，倒戈後，劉佐龍指示其弟劉鼎甲指揮的砲兵團將火炮轉移到龜山山頂，持續砲擊在漢口的吳佩孚指揮部，吳佩孚在無法確保自身安全的情況下放棄漢口北遁，使國民革命軍以較少損失的結果贏得了湖北省的勝利。
因劉佐龍的戰功，湖北陸軍暫編第二師被授予國民革命軍第十五軍之番號，下轄第一師（師長陳克鑑）、第二師（師長劉鼎甲）、第三師（師長程汝懷）、獨立旅（旅長嚴敬）。在民國十六年（1927）寧漢分裂時，劉佐龍率領一部分十五軍部隊在江蘇、安徽一帶作戰，立場偏向南京政府陣營。因此在同年5月武漢國民政府為了避免尚於湖北內的十五軍譁變，指派具有中國共產黨黨員身分的耿丹出任十五軍副軍長。隨後唐生智藉故將耿丹撤職扣押，並以耿丹的連帶責任問題解除劉佐龍的軍長職務，解散十五軍，尚餘留在湖北的十五軍部隊，包括十五軍第二師、第三旅則編入新桂系胡宗鐸指揮的國民革命軍第十九軍。
隨著唐生智與武漢國民政府失勢，新桂系入主武漢政治分會，十五軍的其它部隊再度被分割吞併，同年8月，十五軍第一師併入胡宗鐸的十九軍、第三師則被陶鈞指揮的國民革命軍第十八軍吞併，十五軍所屬部隊遭到肢解，劉佐龍被迫辭職下野。
河南地方軍系統
1912年中華民國成立後，北京國民政府指派的河南都督张镇芳因豫西地区社会动荡匪患不宁，经与陕西军政府协商，将源自河南的一部分陕军召回豫西，分驻陕州、汝州等22个县维持社会治安。一说秦陇复汉军东路征讨大都督张钫向袁世凯建议，把张治公、柴云升、憨玉琨3人统领的所部不能裁，否则他们必定重操旧业为匪，建议改编为豫西地方部队，负责清剿越来越猖獗的豫西土匪原头领王天纵被袁世凯调往北京任京畿稽查长，同时任命原参议官劉鎮華为镇嵩军协统、豫西观察使（后改称陕汝道尹）、豫西剿匪总司令等职。镇嵩军下辖三标（团）一营：第一标标统柴云升，第二标标统张治公，第三标标统憨玉琨，炮兵营管带武衍周。镇嵩军剿灭了白朗，获得了张镇芳的认可，也得到了袁世凯赏银10万，晋升刘镇华为中将。
袁世凱死後，河南督軍趙倜投靠了实力最强大的皖系軍閥，劉鎮華因長官立場也進入皖系陣營。1917年12月，陕西靖国军围攻西安，北洋皖系的陕西督军陈树藩电邀刘镇华入陕支援。成功解了西安之围的刘镇华，于1918年3月被正式任命为陕西省长。刘镇华有了充足的粮饷，吞并了郭坚的靖国军，镇嵩军猛增到了几万人。直皖战争，皖系战败，阎相文带领直军接管陕西时，刘镇华倒戈引导直军进入西安，驱逐了陈树藩，不仅保住了省长位置，还兼并了陈树藩残部。阎相文自杀后，冯玉祥接任陕西督军，刘镇华又依附冯玉祥。1922年4月，第一次直奉战争爆发，河南督军赵倜响应张作霖。曹锟、吴佩孚调冯玉祥率军东进河南，对付赵倜，让刘镇华代理陕西督军。冯玉祥击败赵倜，出任河南督军，保荐刘镇华任陕西督军。镇嵩军大肆收编人马，迅速扩编为4个师，总兵力10万人上下，势力达到顶峰。1924年9月，第二次直奉战争爆发，10月，冯玉祥发动北京政变。1924年12月1日，刘镇华令驻陕州的镇嵩军憨玉琨部攻向洛阳，赶走了吴佩孚，又出兵占领了郑州、开封。河南督办胡景翼率领国民二军也到了河南，爆发了胡憨之戰。刘镇华率领陕西境内的镇嵩军增援，亲自在洛阳督战，最终镇嵩军战败，憨玉琨服毒自杀，刘镇华企图带领败军退回陕西，陕西地方实力派阻止刘镇华入陕——陕北镇守使井岳秀派军占领潼关，杨虎城等把守韩城、朝邑一带的黄河渡口。刘镇华引咎辞职，镇嵩军6万多人被国民二军缴械，剩下2万多人在柴云升、张治公的率领下退守陕南一带。1925年底，刘镇华加入了吴佩孚的十四省讨贼联军，任联军陕甘军总司令；积极整合旧部，收编红枪会，又拉起了几万人马。在河南的国民二军被吴佩孚击败，退守洛阳一带。镇嵩军猛然杀出，一举打垮了国民二军。国民二军除李虎臣退回陕西外，其余部队全部溃散。刘镇华缴获了7万多枝枪，乘胜扩军，镇嵩军恢复到10万人。1926年春，在吴佩孚指示下，镇嵩军7万人围攻西安八个月。直至冯玉祥国民军南下解围。1926年底，镇嵩军被國民軍擊敗，被冯玉祥改编为国民革命军第二集团军第八方面军，方面军总指挥刘镇华。辖劉茂恩（刘镇华五弟）和万选才2个军，张治公、柴云升率部分别投靠了张作霖和张宗昌，孙殿英也脱离镇嵩军。
二次北伐完成后，镇嵩军被阎锡山改编为国民革命军第十一路军，原来的两个军压缩为两个师。1930年中原大战后，刘镇华率部投蒋，编成第十一路军，隨後更名為國民革命軍第十五軍。杨永泰保举劉鎮華为安徽省政府主席，军长一职由弟刘茂恩接手。1936年10月杨永泰被刺身亡，刘镇华闻迅惊吓过度精神错乱，从此脱离政治，刘茂恩全盘继承了衣钵。
1947年11月，整编第15师在郏县被陈谢兵团歼灭。
1949年12月24日，该军随第二十兵团司令官陈克非起义。